# إقليم سيدي سليمان
إقليم سيدي سيدي سليمان هو أحد الأقاليم المغربية الحديث النشأة (2009)، ينتمي لجهة الرباط سلا القنيطرة ويقع شمال غرب البلاد . يضم الإقليم 292.877 ساكنا (2004).-
يقع إقليم سيدي سليمان بجهة الرباط سلا القنيطرة على مساحة تقدر ب حوالي 1.49260 كلم مربع ويبعد عن العاصمة الرباط ب 100 . ويحد الإقليم شمالا : بإقليمي سيدي قاسم والقنيطرة. جنوبــا : بإقليمي مكناس والخميسات شرقــا :بإقليم فاس وسيدي قاسم. وغربا: بإقليم القنيطرة
جيولوجيا، تقع سيدي سليمان في قلب حوض الغرب الذي يعد واحدا من أهم الأحواض في المغرب بحيث يحتضن الكلس الجوراسي كمية كبيرة من مياه الأمطار المترسبة عبر التربة، ونظرا للمسامية الذي يتميز بها، فهو يخزن آلاف المترات المكعبة بين شقوقه، ويوفر مخزونا مهما من المياه السديمية، يستعملها في أغلب الأحيان الفلاحون من أجل الري والسقي. لكن رغم هذا، منذ سنة 2014، يشتكي السكان من جودة مياه الشرب التي تقدمها خدمات المكتب الوطني للماء الصالح للشرب، يعد نهر سبو أهم روافد حوض الغرب، ويمر وسط المدينة وادي بهت الذي ينبع من قلب جبال الأطلس ويصب في المحيط الأطلسي. تتميز المنطقة بمناخ متوسطي رطب شتاءا وجاف صيفا، وهذا يساعد على توفير جو ملائم لزراعة الحوامض وقصب السكر والشمندر السكري التي تتميز بها المنطقة.